# Chaudeney-sur-Moselle
Chaudeney-sur-Moselle è un comune francese di 711 abitanti situato nel dipartimento della Meurthe e Mosella nella regione del Grand Est.

## Storia

### Simboli
Lo stemma del Comune è stato ufficialmente adottato nel 1983 e si blasona:
Lo stemma riprende quello di Regnault Dupaquier, signore di Chaudeney, che era: d'argento, alla banda d'azzurro, caricata di tre stelle d'oro, accompagnata in capo da un ceppo di vite al naturale. Le stelle sono state sostituite dalle pietre simbolo del martirio di santo Stefano, riprese dallo stemma del vescovado di Toul — che è: di rosso, a tre pietre d'argento — a cui apparteneva Chaudeney. Il dado proviene delle insegne di Mélo des Hazard che divenne signore di Chaudeney sposando l'erede di Regnault Dupaquier.

## Società

### Evoluzione demografica
Abitanti censiti